# CR闘魂
CR闘魂（-とうこん）は、2000年10月に三星（現、サンセイアールアンドディ）が開発、発売したCR機デジパチ。新日本プロレスとのタイアップ機。

## 概要
- 1/2確率変動タイプ。
- 新日本プロレスの所属レスラー（当時）が活躍する。すでに引退したアントニオ猪木も登場する。

## スペック
図柄（全スペック共通、※は確率変動図柄）
1. （獣神サンダー・ライガー）※
2. （金本浩二）
3. （橋本真也）※
4. （佐々木健介）
5. （蝶野正洋）※
6. （越中詩郎）
7. （アントニオ猪木）※
8. （天山広吉）
9. （武藤敬司）※
10. （グレート・ムタ）
11. （藤波辰爾）※
12. （長州力）

- 『CR闘魂2』
  - 大当たり確率 1/315.5（確率変動中 5/315.5）
  - 確率変動 6/12（次回まで）
  - 賞球数 5&10&14 15R10C
  - リミッター 大当たり256回
- 『CR闘魂3』
  - 大当たり確率 1/315.5（確率変動中 5/315.5）
  - 確率変動 6/12（次回まで）
  - 賞球数 5&10&15 15R10C
  - リミッター 大当たり256回

## 演出
- 予告
  - 右スベリ
  - ブリザード
  - サンダー
  - ファイアー
- リーチ
  - 猪木バックドロップリーチ
  - 蝶野マイクアピールリーチ
  - ライガーフォールリーチ

## 関連商品
- 『Parlor! PRO スペシャル CRハレンチ学園&CR闘魂』（日本テレネット、2000年11月30日、プレイステーション用ゲームソフト）